# جيمي جونسون

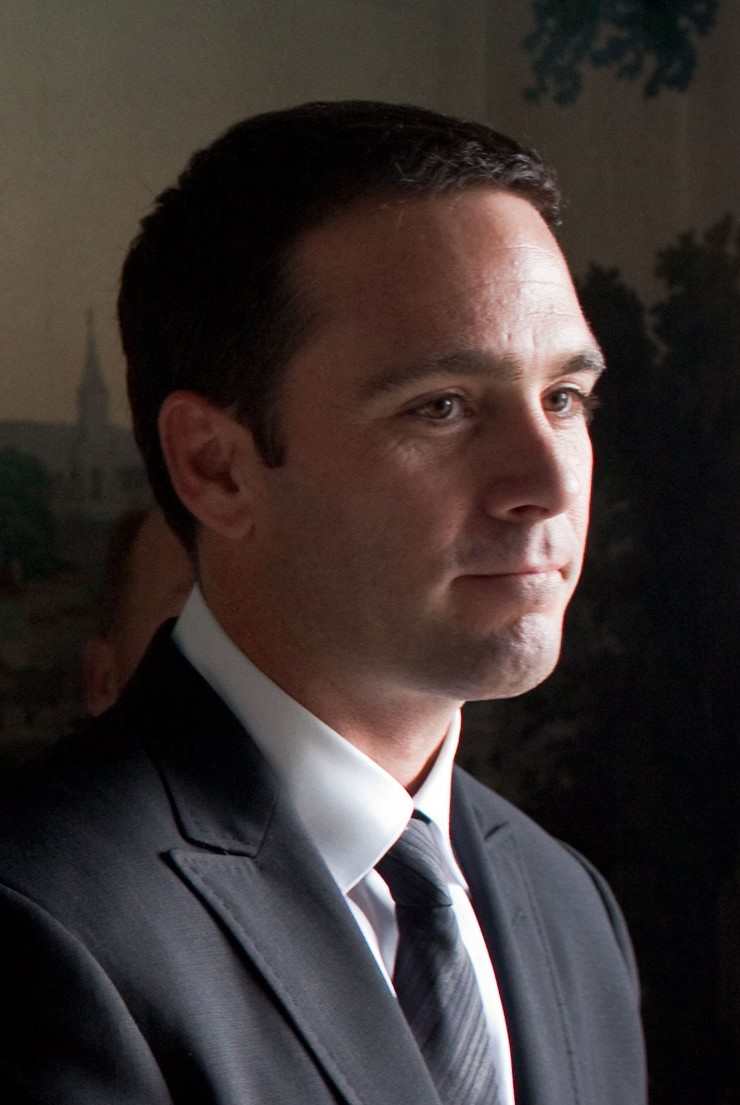
جيمي جونسون

جيمي كينيث جونسون (ولد في 17 سبتمبر 1975)، الملقب "سوبرمان" من قبل زميل السائق مارك مارتن، وسيارة متسابق من الأوراق المالية الأميركية من مدينة الكاهون، سان ديغو، كاليفورنيا. بدأ حياته المهنية جونسون ناسكار في عام 1996 ويدفع في الوقت الراهن 48 في لوي / شيفروليه إمبالا Kobalt أدوات يشارك في ملكيتها هندريك ريك وزميله جيف جوردون تشغلها هندريك السيارات. جونسون هو اربع مرات ناسكار سبرينت السلسلة بطل كأس، وفي عام 2009 أصبح السائق الوحيد الذي حقق الفوز أربع مرات متتالية سبرينت كأس سلسلة بطولة. وهو رياضي لعام 2009 للسنة من قبل وكالة اسوشيتد برس، 2009 ناسكار سبرينت كأس سائق سلسلة من السنة، فضلا عن كونه يعتبر سائق "2000 في هذا
العقد."

## روابط خارجية
- جيمي جونسون على موقع IMDb (الإنجليزية)
- جيمي جونسون على موقع الموسوعة البريطانية (الإنجليزية)
- جيمي جونسون على موقع إن إن دي بي (الإنجليزية)
- جيمي جونسون على موقع قاعدة بيانات الفيلم (الإنجليزية)
- جيمي جونسون على موقع Racing-Reference.info (الإنجليزية)
- جيمي جونسون على موقع DriverDB.com (الإنجليزية)